# 甲基三氯化锗
甲基三氯化锗是化学式 CH3GeCl3的有机锗化合物。

## 制备
甲基三氯化锗可以由二氯化锗和氯甲烷反应而成：
{\displaystyle \mathrm {GeCl_{2}+\ ClCH_{3}\ {\xrightarrow {AlCl_{3}}}\ \ Cl_{3}GeCH_{3}} }
它也可以由四氯化锗和像是二甲基汞的金属甲基化合物反应而成：
{\displaystyle \mathrm {GeCl_{4}+\ Hg(CH_{3})_{2}\ {\xrightarrow {}}\ \ Cl_{3}GeCH_{3}+\ ClHg(CH_{3})\ } }

## 性质
甲基三氯化锗是无色液体，对湿气敏感，折射率 1.4685，闪点 10 °C。